# Barleria masaiensis
Barleria masaiensis är en akantusväxtart som beskrevs av I.Darbysh.. Barleria masaiensis ingår i släktet Barleria och familjen akantusväxter. Inga underarter finns listade i Catalogue of Life.